# Бакаев, Альберт Флюрович
Альберт Флюрович Бакаев (9 января 1964, Челябинск — 5 июня 2009, Еткульский район, Челябинская область) — российский пловец, чемпион Паралимпийских игр (1996). Почётный гражданин Челябинска.

## Биография
Альберт Флюрович Бакаев родился 9 января[[]] 1964 года в городе Челябинске Челябинской области. 
В Челябинске он начал свои первые шаги в спорте. Ходить в бассейн он начал с семи лет и уже в пятнадцать стал мастером спорта по плаванию. В 1984 году на тренировке он получил серьёзную травму позвоночника. Врачи ничего не смогли с этим поделать. Альберт оказался парализованным. Все думали, что судьба успешного спортсмена и талантливого студента медицинской академии решена. Он теперь прикован к инвалидной коляске. Но Альберт доказал всем, что на этом его жизнь не кончена. Он снова начал тренироваться, участвовать в соревнованиях пловцов-инвалидов. 
Занимался под руководством своего тренера и друга М. Н. Уранова. Оба они занимались плаванием с 1974 года, примерно в одно и то же время сдали нормативы на звание мастера спорта СССР, оба входили в сборную Челябинской области. После того, как Михаил Уранов вернулся из армии в 1989 году, приехал к своему другу Альберту и начал тренировать его на общественных началах, не получая денег за свою работу. Несмотря на первоначальные трудности, уже через несколько месяцев Альберт смог свободно плавать в любых направлениях. Вместе они ездили на различные соревнования, а уже в 1991 году Альберт победил в первенстве СССР и дебютировал в чемпионате Европы, где финишировал пятым.
Всего на счету Альберта Бакаева несколько побед в чемпионатах СССР, множество — в первенствах России. Он стал паралимпийским чемпионом 1996 года и обладателем ещё нескольких медалей с чемпионатов мира и Европы. Кроме спортивной карьеры, как и многие паралимпийцы России, Альберт занимался общественной деятельностью. В основном у себя, в Челябинской области, но также был и членом Параолимпийского комитета страны. Альберт Бакаев скончался от сердечного приступа 5 июня 2009 года во время рыбалки в Еткульском районе Челябинской области. Похоронен <где?>